# Marsaxlokk Football Club
Marsaxlokk Football Club é um clube de futebol da cidade de Marsaxlokk, em Malta. Seu único título na BOV Premier League (Primeira Divisão do Campeonato Maltês) foi na temporada 2006-07. Além desse, o clube conquistou outros doze títulos em sua história, que teve início em 1949, quando foi fundado com o nome Marsaxlokk White Stars.
Realiza seus jogos no Marsaxlokk Ground, com capacidade para mil torcedores. Suas cores são azul e branco.

## Jogadores de destaque
- / David Carabott
- David Camilleri
- / Daniel Bogdanovic
- Mark Barbara
- Etienne Barbara